# Inderbredningen
Het Inderbredningen is een baai in Nationaal park Noordoost-Groenland in het oosten van Groenland.
De naam Inderbredningen betekent binnenste baai.

## Geografie
De baai is een zijtak in het zuidwesten van de baai Dove Bugt. De baai is zuidwest-noordoost georiënteerd en heeft een lengte van meer dan 20 kilometer. De baai heeft aan de oostzijde verscheidene doorgangen tussen eilanden in dit deel van de Dove Bugt. Met de rest van de Dove Bugt staat ze hoofdzakelijk via het noorden in verbinding. In het zuidwestelijke verlengde van de baai ligt de Soranergletsjer die hier in de baai uitmondt.
Ten zuidoosten van de baai ligt het Ad. S. Jensenland en in het westen het Rechnitzerland.